# Parafia św. Stanisława Biskupa i Męczennika w Klępiczu
Parafia pw. św. Stanisława Biskupa i Męczennika w Klępiczu – parafia rzymskokatolicka, należąca do dekanatu Cedynia, archidiecezji szczecińsko-kamieńskiej, metropolii szczecińsko-kamieńskiej. W parafii posługują księża archidiecezjalni. Według stanu na lipiec 2025  proboszczem parafii był ks. Krzysztof Conder.

## Miejsca święte

### Kościół parafialny
Kościół pw. św. Stanisława Biskupa i Męczennika w Klępiczu

### Kościoły filialne i kaplice
- Kościół pw. Wniebowzięcia Najświętszej Maryi Panny w Nowym Objezierzu[1]
- Kościół pw. Narodzenia Najświętszej Maryi Panny w Starym Objezierzu[1]
- Kościół pw. Matki Bożej Królowej Korony Polskiej w Żelichowie[1]